# FDP-Bundesvertreterversammlung 1988
Koordinaten: 50° 4′ 36″ N, 8° 14′ 40″ O

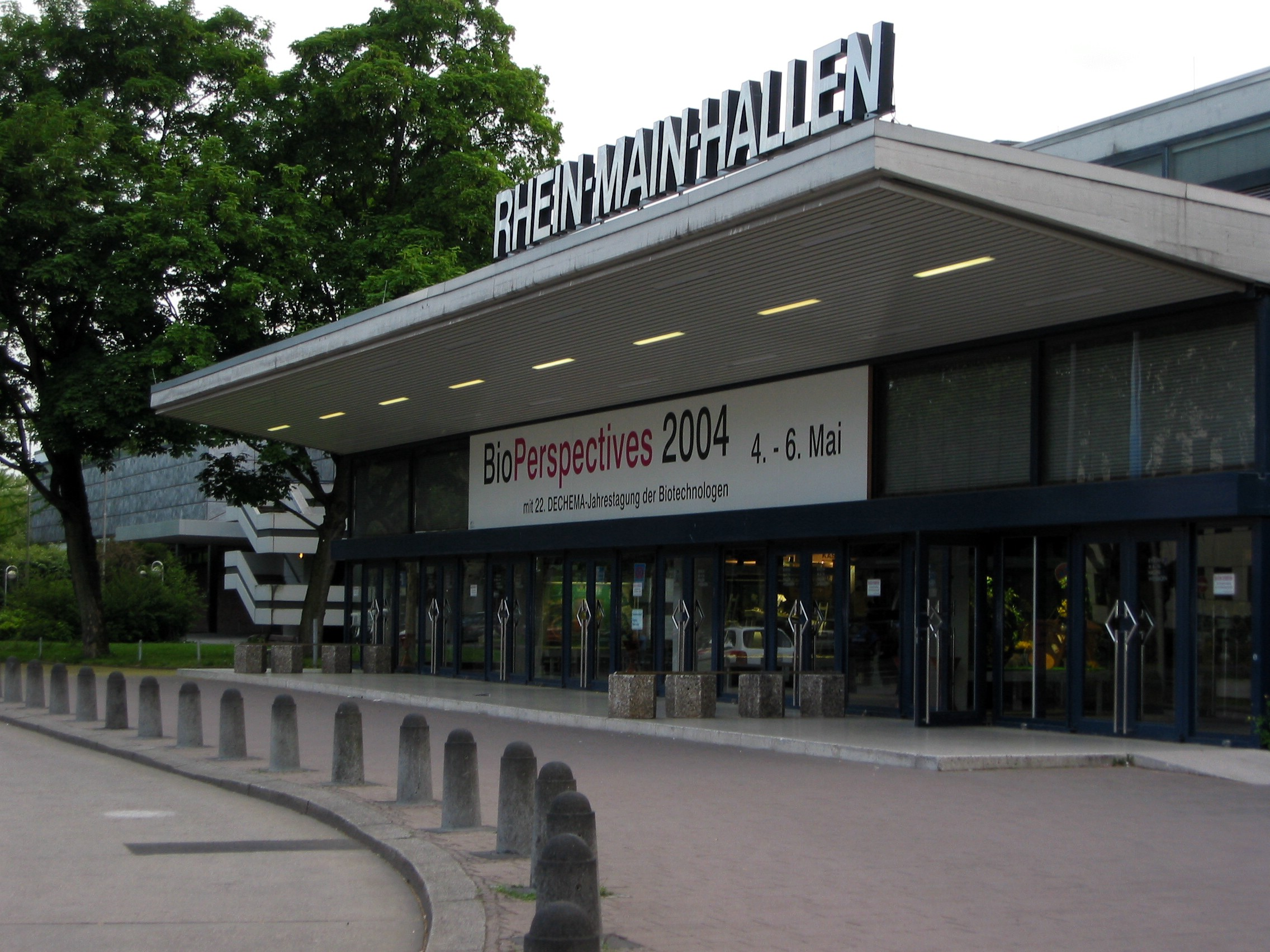
Rhein-Main-Hallen

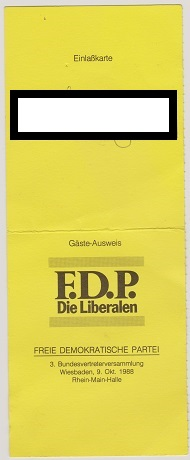
Einlasskarte zur Bundesvertreter-versammlung

Die FDP-Bundesvertreterversammlung 1988 hielt die FDP am 9. Oktober 1988 in Wiesbaden ab. Es handelte sich um eine Vertreterversammlung zur Aufstellung der Liste für die Europawahl 1989. 

## Verlauf
Als Spitzenkandidat für die Europawahl 1989 wurde der bisherige deutsche Botschafter Rüdiger von Wechmar von den Delegierten nominiert. Die Leitsätze zur Europawahl 1989, die der Bundeshauptausschuss auf seinem „Europatag“ im Februar 1989 beschloss, wurden vorbereitet.

## Kandidatenliste
Die Kandidaten 1 bis 5 nach Listenplätzen:
1. Rüdiger von Wechmar (Bayern)
2. Mechthild von Alemann (Nordrhein-Westfalen)
3. Martin Holzfuß (Hessen)
4. Manfred Vohrer (Baden-Württemberg)
5. Uta Würfel (Saarland)

## Wahlergebnis
Die FDP errang am 18. Juni 1989 bei der Europawahl in Deutschland 5,6 Prozent der Stimmen und die ersten vier liberalen Abgeordneten von der Kandidatenliste zogen in das Europaparlament ein.